# パーフェクト・キス
「パーフェクト・キス」（The Perfect Kiss）は、ニュー・オーダーが1985年に発表したヒット曲である。

## 概要
アルバム『ロウ・ライフ』に収録された曲で、ニュー・オーダー初のシングルカット作品である。この曲がリリースされるまで、彼らはシングルとして発表された曲をアルバムに収録することはなかった（ただし、米国盤の『Power, Corruption & Lies（権力の美学）』に「Blue Monday/The Beach」が収録されているという例外もある）。
ファクトリー・レコードのカタログ番号はFAC 123。全英チャートで46位を記録。
1998年の活動再開以降からは全くライブで演奏されていなかったが、2006年に入ってから再びセットリストに取り上げられるようになり、「ブルー・マンデー」とともにライブのハイライトを飾っている。

## ビデオクリップ
監督はジョナサン・デミで、他の彼らの曲で見られるようなビデオ作りとは異なり、最初から最後までメンバーによるスタジオライブ演奏を収録する形を採っている。後述の12インチ・ヴァージョンを演奏しており、10分近くに及ぶ長尺演奏を披露している。リズムセクションが打ち込みのこの曲では、ドラムのスティーヴン・モリスはジリアン・ギルバートと共にキーボードを演奏し、ピーター・フックはベースのほかシンセパーカッションを、バーナード・サムナーはギター、ボーカルのほかカウベルを担当している。また、スタジオの壁にはジョイ・ディヴィジョンのポスターが貼られているのがわかる。

## ヴァージョンについて
この曲には（ライブ版以外の）ヴァージョンが3つある。1つは最初に発表された12インチ・ヴァージョンで、リズムマシンのパーカッションから始まり、フッキーのベースソロが絡むイントロが特徴的なもの。2つめはアルバム『ロウ・ライフ』やベスト・アルバム『ザ・ベスト・オブ・ニュー・オーダー』や『シングルズ』などに収録されているもので、12インチ・ヴァージョンを編集してつくられたと類推されるもの。このヴァージョンでは大サビの部分が丸々カットされており（編集部分をよく聞くと大サビに入る部分が一瞬残っている）、その部分の歌詞にこそ「Perfect Kissとは？」というこの曲のテーマが説明されているため、アルバムしか聞いたことのないリスナーとシングルも聞いたことのあるリスナーでは、この曲に対する印象もだいぶ違う。3つめは彼らの初期のベスト・アルバム『サブスタンス』に収録されているヴァージョンで、最後のフッキーのベースソロの部分のバッキングのシンセサイザーのリフが、12インチシングルで発表された最初のヴァージョンとは異なっている（12インチ・ヴァージョンではシンセのリフパターンは2つあるが、『サブスタンス』のヴァージョンでは同じリフが続く）。また、曲の途中ではカエルやヒツジの鳴き声が聞こえる。
2011年現在、オリジナルの12インチ・ヴァージョンが収録されたCDはオフィシャルでは存在せず、このヴァージョンを聴くにはアナログの12インチシングルを捜し求めるしか方法がない。

## 12インチシングル収録曲
Side-A
1. パーフェクト・キス The Perfect Kiss - 8:46

Side-B
1. キッス・オブ・デス The Kiss of Death - 7:02
2. パーフェクト・ピット Perfect Pit - 1:24

- カップリング曲の内「キッス・オブ・デス」は「パーフェクト・キッス」のインストゥルメンタル・ミックスで後にベスト・アルバム『サブスタンス』（CDのみ）にも収録された。また、「パーフェクト・ピット」は「パーフェクト・キッス」のベースとドラムのパートだけによる、言わば骨組みだけのヴァージョンである。
- 日本では当時ファクトリー・レコードの販売を行っていた日本コロムビアより12インチシングルとしてリリースされた。収録曲は海外盤と同じである。

## チャート
| チャート（1985年）               | 最高順位 |
| -------------------------------- | -------- |
| イギリス（全英シングルチャート） | 46       |